# En-Awdat-Nationalpark
Der En-Awdat-Nationalpark (hebräisch גַּן לְאֻמִּי עֵין עָבְדַּת Gan Ləʾummī ʿEjn ʿAvdat, deutsch ‚Nationaler Garten der Quelle ʿAvdats‘) ist ein israelischer Nationalpark in der Wüste Negev, im Süden Israels. Der Nationalpark misst 4,8 km² in der Fläche und wurde 1972 eingerichtet. Das Wasser der Awdat-Quelle hat dort einen tiefen Canyon ins Gestein gewaschen. Der Nationalpark beherbergt unter anderem Nubische Steinböcke und Pappelbestände. In der Nähe befindet sich die Ruinenstadt Awdat, die durch den Avdat-Nationalpark geschützt ist, und zum UNESCO-Welterbe zählt.

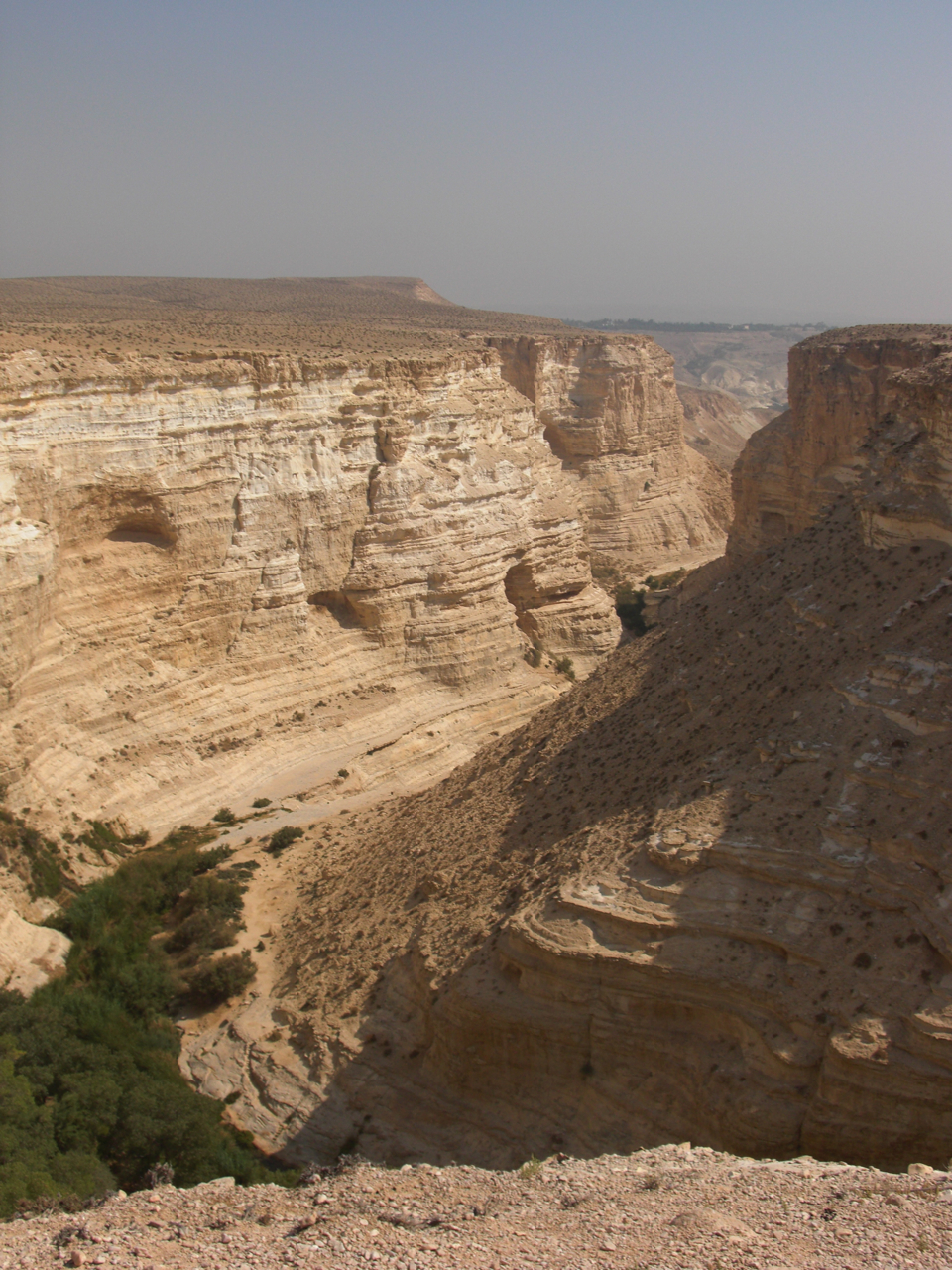
En-Awdat-Schlucht im Nationalpark

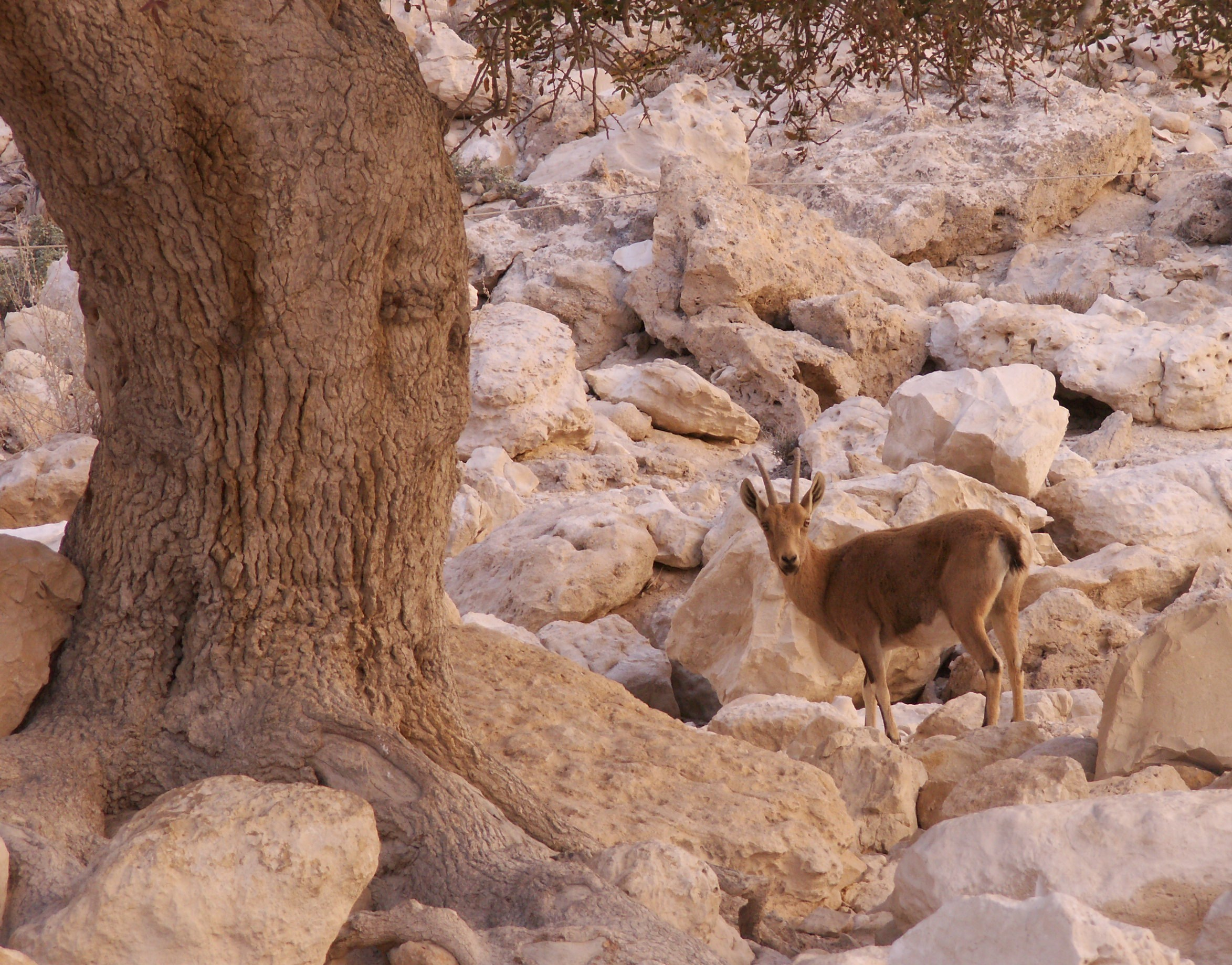
Nubischer Steinbock im Nationalpark
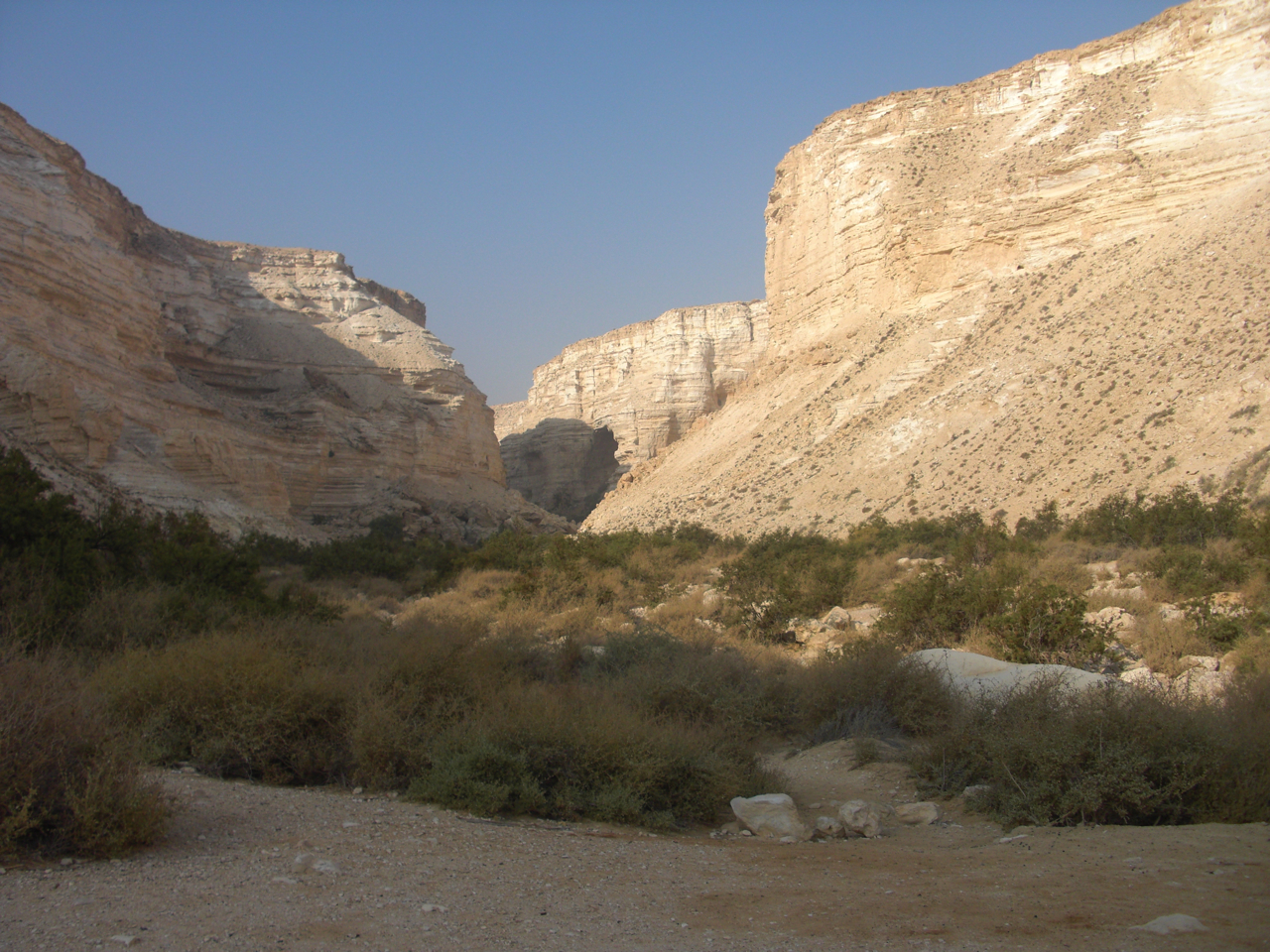
En-Awdat-Schlucht
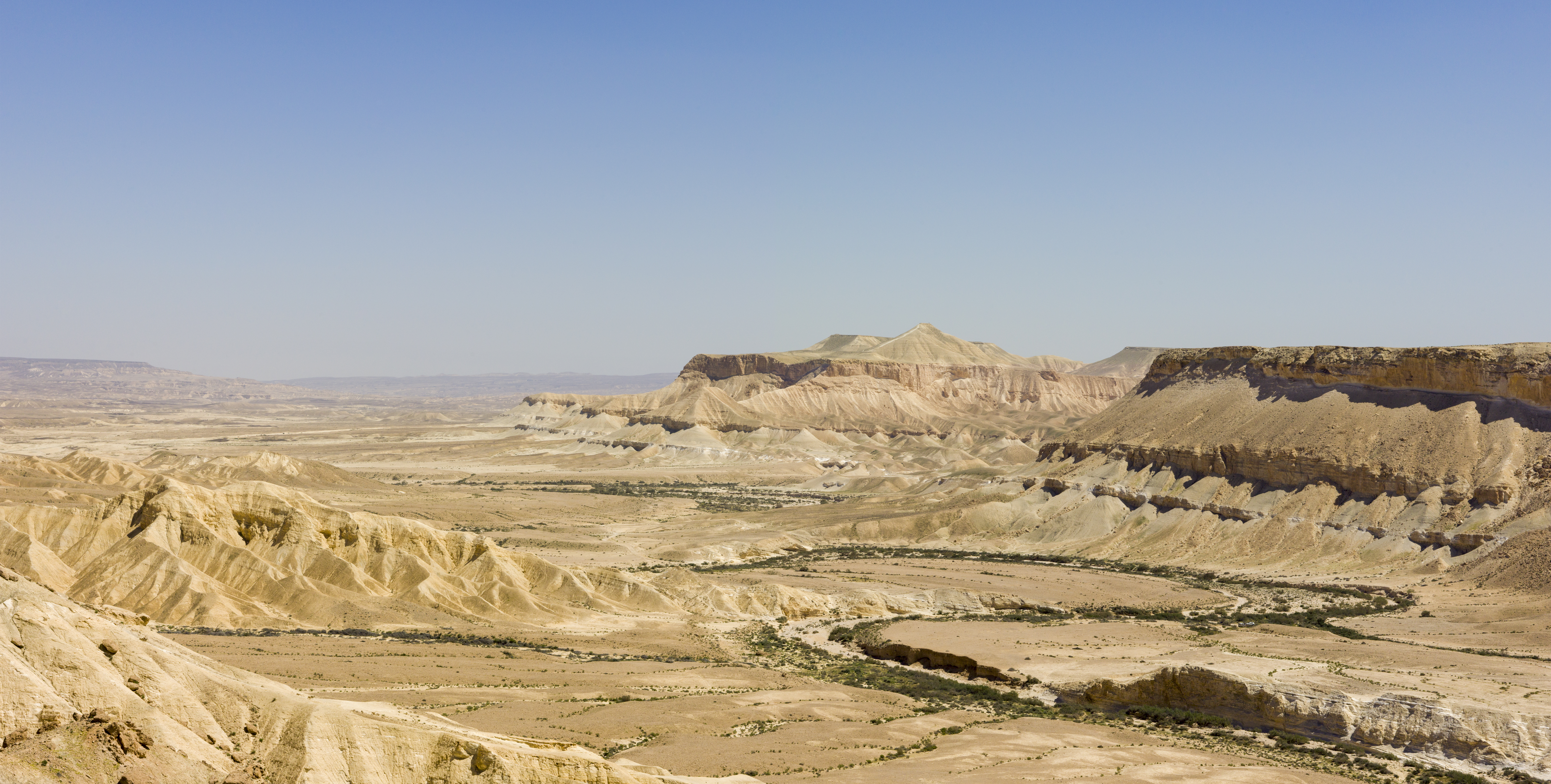
En Awdat von oben